# Яновце (округ Ґаланта)
Яновце (словац. Jánovce) — село в окрузі  Ґаланта Трнавського краю Словаччини. Площа села 3,59 км². Станом на 31 грудня 2015 року в селі проживало 487 жителів.

## Історія
Перші згадки про село датуються 1792 роком.

## Населення
| Рік:            | 1994. | 2004.   | 2014.   | 2024.   |
| --------------- | ----- | ------- | ------- | ------- |
| Кількість осіб: | 421   | 449     | 492     | 515     |
| Різниця:        |       | +6,65 % | +9,57 % | +4,67 % |

| Рік:            | 2023. | 2024.   |
| --------------- | ----- | ------- |
| Кількість осіб: | 511   | 515     |
| Різниця:        |       | +0,78 % |